# Пробуждение (Липецкая область)
Пробужде́ние — деревня Вязовского сельсовета Лебедянского района Липецкой области. Расположено у железнодорожной станции Коллективист на линии Елец — Лев Толстой.
Находится на границе с Лев-Толстовским районом.
В 1920 году в 20 км от города Лебедяни была организована сельскохозяйственная артель «Пробуждение» (название символизирует новую жизнь после революции). Построенный тут посёлок стал также называться Пробуждением .
После 1930-х годов селение стало деревней.

## Население
| 2010 |
| ---- |
| 5    |